# سلماس
سَلماس یکی از شهرهای منطقه شمال غرب ایران است که در استان آذربایجان غربی واقع شده است. سلماس دارای مرز زمینی با کشور ترکیه است و از بازارچه مرزی و منطقه اقتصادی ویژه برخوردار است. سلماس یکی از شهرهای جاذب توریست است. منطقه سلماس همچون دیگر مناطق آذربایجان با داشتن طبیعتی زیبا و کوهستان‌های سرسبز و پرآب توانسته است در طول تاریخ بشری، مأوای مناسبی برای اسکان و زیست گروه‌های مختلف انسانی فراهم کند. بر اساس کاوش‌های باستان‌شناسی انجام شده در تپه‌های باستانی اطراف شهر سلماس که در سال ۱۳۷۱ انجام گرفت، قدمت تمدنی سلماس به حدود ۹ هزار سال قبل برمی‌گردد.
شهر سلماس با ارتفاع ۱٬۳۹۰ متر، در دشتی در ۶۴۵ کیلومتری شمال غربی تهران و ۷۷ کیلومتری شمال غربی ارومیه، سر راه ارومیه به خوی و ارومیه به شبستر، قرار دارد و خط آهن تبریز به قطور و ترکیه از حاشیهٔ شمالی آن می‌گذرد.
شهر سلماس به‌عنوان اولین شهر شطرنجی ایران شناخته می‌شود و تنها شهری است که به این شیوه مدرن در استان آذربایجان غربی احداث گردیده است. این شیوه مدرن از شهرسازی با خیابان‌های شطرنجی و هندسی منظم، جلوه‌های ویژه‌ای به این شهر بخشیده است که نظیر آن را در کمتر شهری در ایران می‌توان مشاهده کرد.
سلماس علاوه بر پیشینه تاریخی چندین هزارساله خود یکی از شهرهای مهم آذربایجان در تاریخ تحولات سیاسی ایران بوده‌است. مردم سلماس از دیرباز نقش عمده‌ای در تحولات کشور ایفا کرده‌اند و سلماس یکی از مراکز اصلی فعالیت مشروطه خواهان در دوران مشروطه بوده است.

## مردم
بیشتر مردم سلماس به زبان ترکی آذربایجانی سخن می‌گویند و همچنین بخشی از مردم سلماس به زبان کردی کرمانجی صحبت می‌کنند که بیشتر ساکن بخش کوهسار این شهرستان هستند. به علاوه عده‌ای از یهودیان هم تا سدهٔ بیستم در این منطقه زندگی می‌کردند. طبق سرشماری سال ۱۳۹۵ جمعیت شهر سلماس بالغ بر ۹۲٬۸۱۱ نفر می‌باشد.
در جلد چهارم کتاب «فرهنگ جغرافیائی ایران (آبادیها)» زبان مردم سلماس، زبان ترکی آذربایجانی مذهب آن‌ها شیعه ذکر شده است و به سکونت چند خانوار آشوری مسیحی در این شهر نیز اشاره شده است.

## موقعیت جغرافیایی
سلماس مرکز شهرستان در ۳۸ درجه، ۱۲ دقیقه شمالی و ۴۴ درجه و ۴۶ دقیقه و ۴۰ ثانیه شرقی در استان آذربایجان غربی واقع شده‌است.
سلماس در شمال شهر ارومیه و در کنار مرزهای ایران و ترکیه و ساحل دریاچه ارومیه واقع شده است. سلماس از شرق به دریاچه ارومیه و از غرب به مرز ایران و ترکیه محدود است، از شمال به شهرستان خوی، از جنوب به شهرستان ارومیه محدود می‌شود.
فاصله سلماس از ارومیه ۹۵ کیلومتر، از همسایه شمالی، خوی ۴۵ کیلومتر، همسایه‌های شرقی شبستر و تسوج به ترتیب ۹۰ و ۵۵ کیلومتر می‌باشد. سلماس از طریق جاده گونئی با تبریز ارتباط دارد. این جاده در حدود ۱۶۰ کیلومتر طول دارد. از طریق راه‌آهن سلماس به تبریز، تهران، آنکارا، استانبول و سوریه می‌توان مسافرت کرد. ایستگاه قره تپه سلماس محل استقرار گمرک می‌باشد. مسافرین استانبول و سوریه امور گمرکی خود را در اینجا انجام می‌دهند.
فرودگاه‌های ارومیه و خوی در ۸۰ و ۲۵ کیلومتری سلماس قرار دارد. در سالهای اخیر اسکله سلماس به نام بره در دریاچه ارومیه فعال بوده ولی اینک فعالیت چندانی ندارد.

### اقلیم
| داده‌های اقلیم سلماس (دوره آماری 2001-2010 )                                                                   | داده‌های اقلیم سلماس (دوره آماری 2001-2010 ) | داده‌های اقلیم سلماس (دوره آماری 2001-2010 ) | داده‌های اقلیم سلماس (دوره آماری 2001-2010 ) | داده‌های اقلیم سلماس (دوره آماری 2001-2010 ) | داده‌های اقلیم سلماس (دوره آماری 2001-2010 ) | داده‌های اقلیم سلماس (دوره آماری 2001-2010 ) | داده‌های اقلیم سلماس (دوره آماری 2001-2010 ) | داده‌های اقلیم سلماس (دوره آماری 2001-2010 ) | داده‌های اقلیم سلماس (دوره آماری 2001-2010 ) | داده‌های اقلیم سلماس (دوره آماری 2001-2010 ) | داده‌های اقلیم سلماس (دوره آماری 2001-2010 ) | داده‌های اقلیم سلماس (دوره آماری 2001-2010 ) | داده‌های اقلیم سلماس (دوره آماری 2001-2010 ) |
| ماه | ژانویه                                      | فوریه                                       | مارس                                        | آوریل                                       | مه                                          | ژوئن                                        | ژوئیه                                       | اوت                                         | سپتامبر                                     | اکتبر                                       | نوامبر                                      | دسامبر                                      | سال                                         |
| --- | ------------------------------------------- | ------------------------------------------- | ------------------------------------------- | ------------------------------------------- | ------------------------------------------- | ------------------------------------------- | ------------------------------------------- | ------------------------------------------- | ------------------------------------------- | ------------------------------------------- | ------------------------------------------- | ------------------------------------------- | ------------------------------------------- |
| میانگین بیش‌ترین °C (°F)                                                                                       | ۲٫۰ (۳۶)                                    | ۵٫۶ (۴۲)                                    | ۱۲٫۱ (۵۴)                                   | ۱۶٫۶ (۶۲)                                   | ۲۲٫۰ (۷۲)                                   | ۲۸٫۲ (۸۳)                                   | ۳۱٫۳ (۸۸)                                   | ۳۱٫۵ (۸۹)                                   | ۲۶٫۹ (۸۰)                                   | ۲۰٫۶ (۶۹)                                   | ۱۱٫۵ (۵۳)                                   | ۴٫۸ (۴۱)                                    | ۱۷٫۷۶ (۶۴٫۱)                                |
| میانگین روزانه °C (°F)                                                                                        | −۲٫۷ (۲۷)                                   | ۰٫۵ (۳۳)                                    | ۶٫۲ (۴۳)                                    | ۱۰٫۷ (۵۱)                                   | ۱۵٫۳ (۶۰)                                   | ۲۰٫۶ (۶۹)                                   | ۲۴٫۰ (۷۵)                                   | ۲۴٫۰ (۷۵)                                   | ۱۹٫۳ (۶۷)                                   | ۱۳٫۸ (۵۷)                                   | ۵٫۹ (۴۳)                                    | −۰٫۱ (۳۲)                                   | ۱۱٫۴۶ (۵۲٫۷)                                |
| میانگین کم‌ترین °C (°F)                                                                                        | −۷٫۵ (۱۹)                                   | −۴٫۶ (۲۴)                                   | ۰٫۳ (۳۳)                                    | ۴٫۸ (۴۱)                                    | ۸٫۵ (۴۷)                                    | ۱۳٫۱ (۵۶)                                   | ۱۶٫۷ (۶۲)                                   | ۱۶٫۵ (۶۲)                                   | ۱۱٫۷ (۵۳)                                   | ۷٫۰ (۴۵)                                    | ۰٫۳ (۳۳)                                    | −۵٫۰ (۲۳)                                   | ۵٫۱۵ (۴۱٫۵)                                 |
| بارندگی میلی‌متر (اینچ)                                                                                        | ۱۰٫۳ (۰٫۴۱)                                 | ۱۶٫۸ (۰٫۶۶)                                 | ۲۹٫۹ (۱٫۱۸)                                 | ۴۳٫۹ (۱٫۷۳)                                 | ۴۶٫۰ (۱٫۸۱)                                 | ۲۰٫۷ (۰٫۸۱)                                 | ۸٫۰ (۰٫۳۱)                                  | ۸٫۱ (۰٫۳۲)                                  | ۹٫۹ (۰٫۳۹)                                  | ۲۲٫۶ (۰٫۸۹)                                 | ۲۱٫۵ (۰٫۸۵)                                 | ۹٫۸ (۰٫۳۹)                                  | ۲۴۷٫۵ (۹٫۷۵)                                |
| درصد رطوبت | ۷۶                                          | ۶۹                                          | ۵۸                                          | ۵۶                                          | ۵۸                                          | ۴۵                                          | ۴۳                                          | ۴۰                                          | ۴۲                                          | ۵۲                                          | ۶۸                                          | ۷۶                                          | ۵۶٫۹                                        |
| میانگین روزانه ساعت‌های تابش آفتاب                                                                             | ۱۳۹٫۰                                       | ۱۶۸٫۴                                       | ۲۱۴٫۷                                       | ۲۱۴٫۰                                       | ۲۴۵٫۳                                       | ۳۴۷٫۴                                       | ۳۵۴٫۴                                       | ۳۴۸٫۴                                       | ۳۰۵٫۸                                       | ۲۴۰٫۰                                       | ۱۷۴٫۳                                       | ۱۳۷٫۸                                       | ۲٬۸۸۹٫۵                                     |
| منبع: Iran Meteorological Organization(temperatures), (precipitaion), (humidity, dew point and sun 2001-2005) |                                             |                                             |                                             |                                             |                                             |                                             |                                             |                                             |                                             |                                             |                                             |                                             |                                             |

## پیشینه

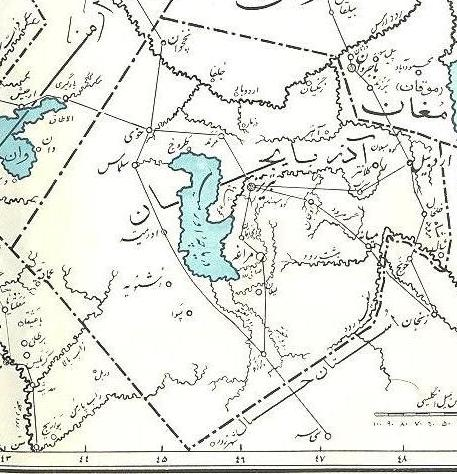
جایگاه سلماس در نقشهٔ استان آذربایجان در دورهٔ خلفای عباسی.

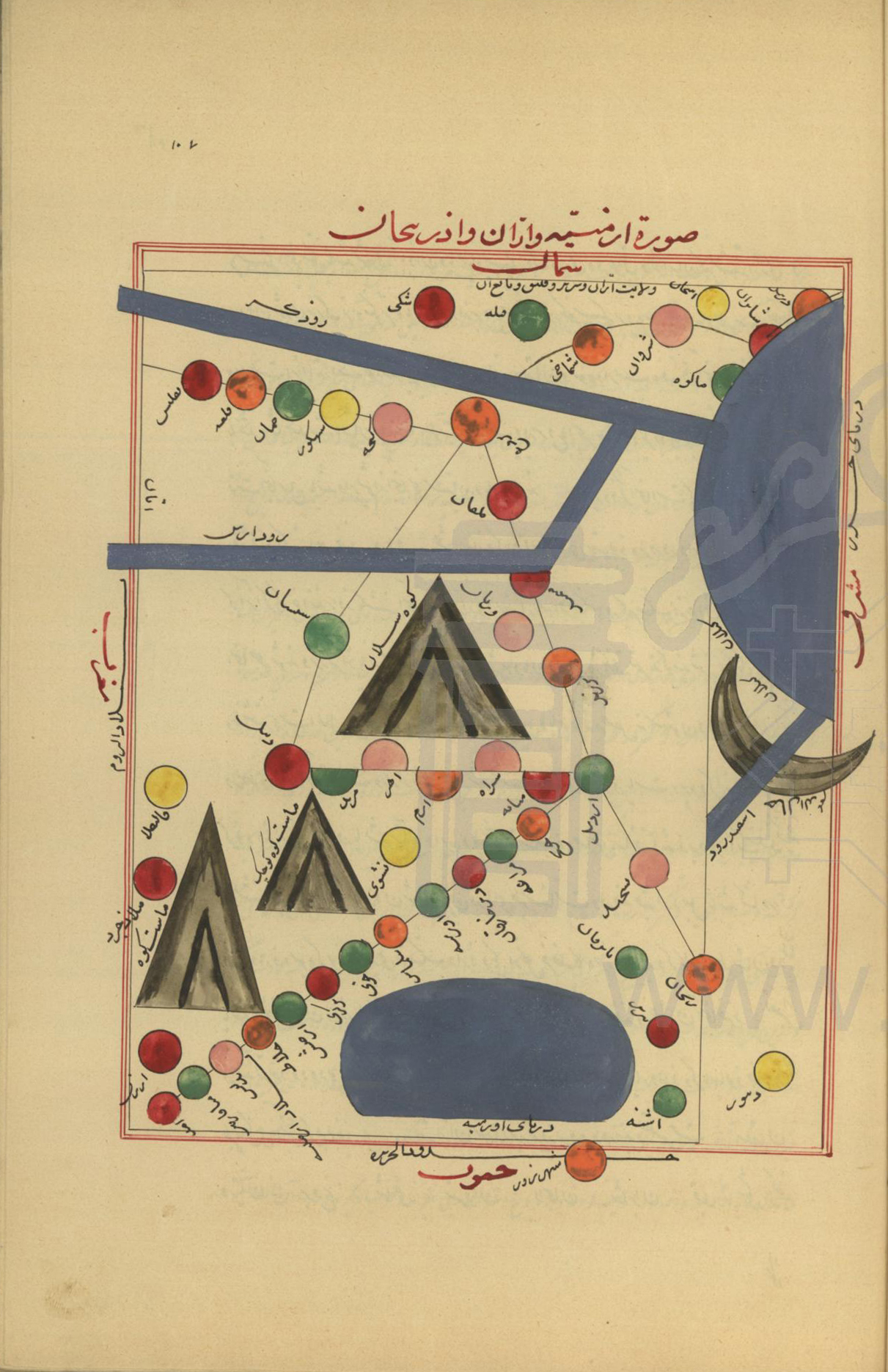
نام سلماس در نقشه آذربایجان، اران و ارمنستان در کتاب مسالک‌الممالک ترسیم شده توسط اصطخری

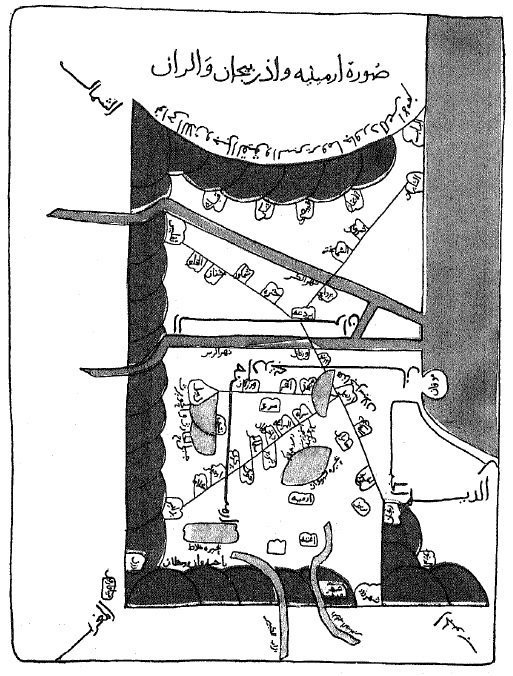
نام سلماس در نقشه آذربایجان، آران و ارمنستان در کتاب صورة الارض ترسیم شده توسط ابن حوقل

بر اساس مطالعات باستان‌شناسی که از تپه‌های محدوده شهر سلماس به عمل آمد، قدمت تمدنی این منطقه به حدود نه هزار سال قبل (هفت هزار سال قبل از میلاد) می‌رسد و اولین قوم مشخص در سلماس اقوام سومری بوده‌اند.
برخی بر این باور اند شهر اولهو یا اولخو پایتخت دوم حکومت اورارتوییان همان
سلماس است.
امروزه محققین دخمه‌های موجود در «قارنی یاریق»، «هؤدر»، «دئریک»، «زنجیر قالا» و چهریق و آثار مختلف قلعه‌های خان تختی، کاظم داشی «گؤیرچین قالا» را آثار اورارتویی می‌دانند.
بلاذری جغرافی‌دانی است که در زمان فتح موصل به سال ۲۰ هجری به سلماس اشاره می‌کند و آن را در کنار شهرهای ارومیه و خوی نام می‌برد.
ابن حوقل به سال ۳۶۸ هجری در کتابش صورة الارض از سلماس نام برده و آن را شهری متوسط، زیبا و شهری آباد و پر نعمت توصیف می‌کند.
مقدسی در کتابش احسن التقاسیم به سال ۳۷۵ هـ. ق سلماس را شهر زیبا با بازارهای فراوان معرفی می‌کند و به مسجد جامع این شهر که از سنگ ساخته شده است، اشاره می‌کند.(محل این مسجد بین امام‌زاده و ساری مسجد بوده که آثار آن هنوز هم باقی است)
مقدسی به حضور کرد‌های هذبانی و سکونت آن‌ها در این منطقه اشاره می‌کند برخی از مورخان، روادیان را نیز شاخه‌ای از کردهای هذبانی دانسته‌اند روادیان در واقع عشایر عرب مهاجر به منطقه بودند که در دوره اسلامی در این مناطق سکونت گزیدند و فرزندان هندوایرانی زبان شده آن‌ها بعداً در طی قرون ۱۰ و ۱۱ میلادی نقش پر رنگی در بخش‌هایی از آذربایجان و ارمنستان ایفا کردند.
در دروه ایلخانان مغول آذربایجان به دلیل مرکزیت و اهمیتی که برای پادشاهی داشت، توسعه روزافزونی پیدا کرد و شهر سلماس همانند دیگر مناطق آذربایجان توسعه و آبادانی فراوان یافت.
حبیب زاهدی در کتاب بررسی و تحقیق دربارهٔ شاهپور آذربایجان بیان می‌کند، آنچکه در رابطه با سلماس در نوشته‌های تاریخ‌نگارهای اسلامی آمده، در واقع ارتباط با کهنه شهر دارد که در دوره قاجاریه این شهر اهمیت خود را از دست می‌دهد و در طی تحولات بعدی منطقه دیلمقان که در نزدیکی سلماس قدیمی واقع بوده است در اثر موقعیت مناسب و ممتاز طبیعی و جغرافیایی خود، رو به توسعه و گسترش می‌یابد.
در کتاب جغرافیای تاریخی گیلان و مازندران و آذربایجان به دیلمقان اشاره می‌شود، دیلمقان آبادی جدیدی است که به فرمان امیر خان قاجار از بستگان فتحعلی شاه احداث گردید و کهنه شهر نیز در یک فرسخی آن واقع شده است
در سال ۱۳۰۹ خورشیدی زمین لرزه‌ای به مقیاس ۷٫۲ ریشتر این شهر را که دیلمقان نامیده می‌شد ویران می‌کند. شهر جدید سلماس در کنار ویرانه‌های دیلمقان، با اصول شهرسازی مدرن، و با ایمنی بالایی (نقشه خیابان کشی شطرنجی) دوباره بنا می‌شود و نام شاپور به خود می‌گیرد.
ملک‌زاده نویسنده کتاب تاریخ ۱۰ هزار ساله سلماس بیان می‌کند با توجه به اینکه پس از زلزله دیلمقان و شهر به‌طور کامل و صد در صدی تخریب شده بود، لزوم احداث شهر جدید بجای آوار برداری مورد توجه قرار گرفت و شهر جدید سلماس در کنار ویرانه‌های دیلمقان، با اصول شهرسازی مدرن، و با ایمنی بالایی (نقشه خیابان کشی شطرنجی) دوباره بنا گردید.
سلماس تنها شهر شطرنجی استان آذربایجان غربی و اولین شهر شطرنجی ایران به‌شمار می‌رود که بعد واقعه زلزله ۱۳۰۹ دیلمقان، سلماس جدید به صورت شهرسازی مدرن در محل فعلی احداث گردید. از شهرهای معروف خارجی و مدرن که به این شیوه احداث و گسترش یافته‌اند، شهر لس آنجلس آمریکا و شهر تورنتو در کانادا می‌باشد.

## منطقه زلزله خیز
در ۶ اردیبهشت ۱۳۰۹ خورشیدی زمین‌لرزه‌ای به مقیاس ۷٫۹ ریشتر این شهر را که دیلمقان هم نامیده می‌شد، ویران می‌کند. با تصویب مجلس شورای ملی در هفدهم تیر ۱۳۰۹ یک میلیون متر مربع اراضی روستای اهرنجان که ملک خالصه (دولتی) بود به شهرداری سلماس داده می‌شود تا شهر جدیدی در آن ساخته شود. شهر جدید سلماس در کنار ویرانه‌های دیلمقان، با اصول شهرسازی مدرن، و با ایمنی بالایی (نقشه خیابان کشی شطرنجی) دوباره بنا می‌شود و نام شاهپور(به‌طور مخفف شاپور گفته می‌شد) به خود می‌گیرد. پس از انقلاب نام این شهر به سلماس برگشت پیدا می‌کند.

### تاریخ سیاسی
این شهر در دوران مشروطه یکی از مراکز اصلی فعالیت مشروطه خواهان بوده است. سلماس یکی از معدود شهرهای آذربایجان بود که همه ساکنان آن مشروطیت را قبول داشته و شهیدانی همچون حیدرخان عمواوغلی و سعید سلماسی از پیشتازان جنبش مشروطه ایران بوده‌اند.

## جاذبه‌های گردشگری

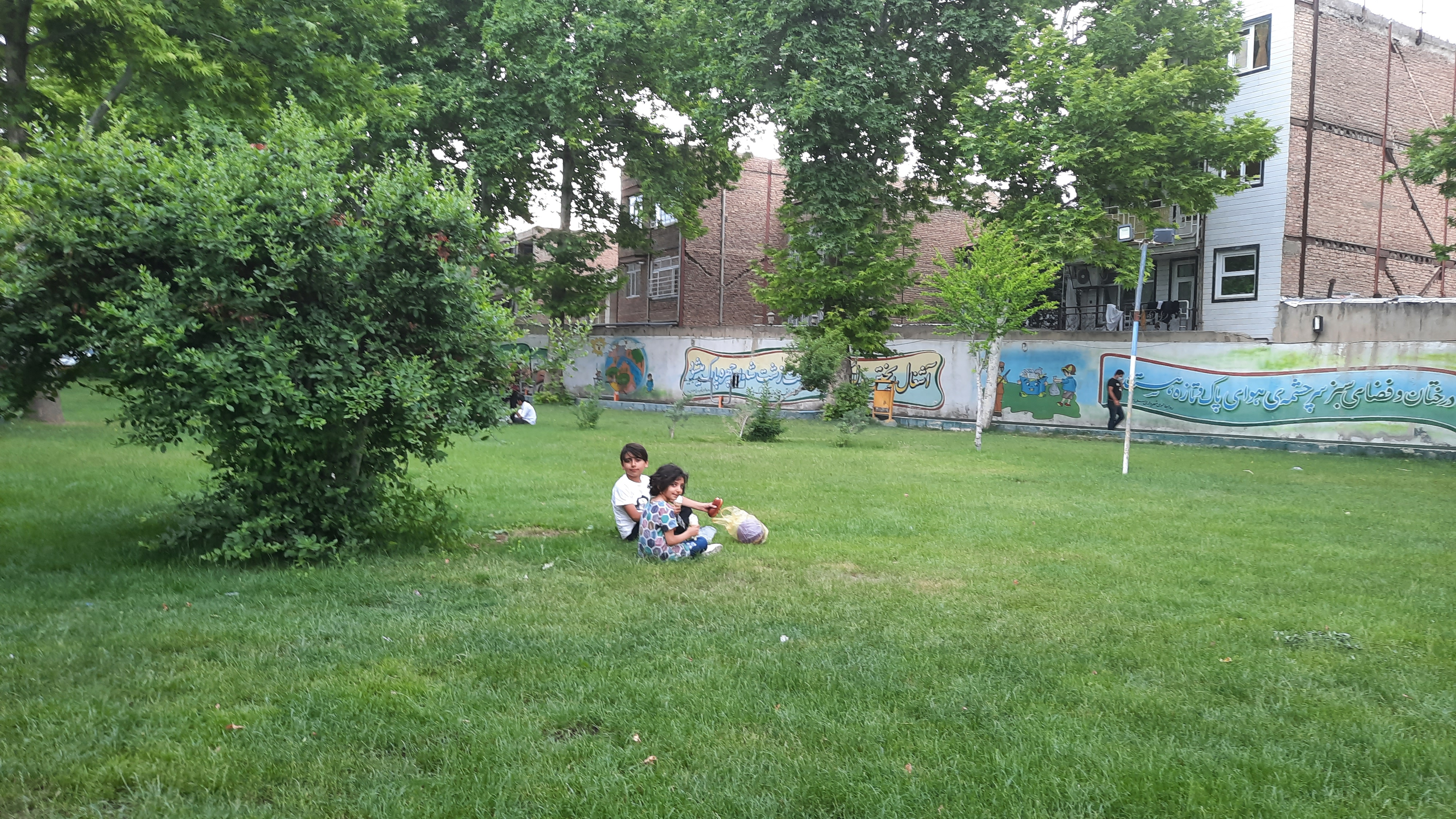
پارک ملت سلماس

از جمله مهم‌ترین جاذبه‌های گردشگری سلماس می‌توان به آبشار خور خورا، کلیساهای هفتوان، قلعه چهریق، قلعه قارنی یاریق، درّه زولاچای، تالاب چیچک، درّه تمر، آب گرم ایستی‌سوو سنگ نگاره خان تختی را نام برد.
- کلیساهای هفتوان

این کلیسا در محدوده شهر سلماس در روستایی به همین نام واقع شده است. قدمت این کلیسا به حدود ۴۰۰ سال پیش و اواخر دوره صفوی می‌رسد که در تاریخ ۱۹ اسفند ۱۳۸۰شمسی با شمارهٔ ثبت ۴۸۴۲ به عنوان یکی از آثار ملی ایران به ثبت رسیده است.
- حمام شیخ

حمام شیخ با بهره‌مندی از معماری سنتی ایرانی، تنها اثر باقیمانده از معماری حمام‌های سنتی در سلماس است و در سال ۱۳۷۹ به شماره ۳۴۷۵ در فهرست آثار ملی ایران به ثبت رسیده است. این بنا بعد از ثبت در فهرست آثار ملی، تبدیل به مجموعه فرهنگی و هنری شده است و به عنوان نمایشگاه آثار مردم‌شناسی استفاده می‌شود.
- تپه اهرنجان

تپه اهرنجان یا گول تپه‌سی به عنوان یکی از نخستین سکونتگاه‌های بشری در ایران شناخته می‌شود و ظرفیت منحصربفردی برای مطالعات و کاوش‌های باستان‌شناسی دارا
می‌باشد.
- کتیبه سنگی خان تختی

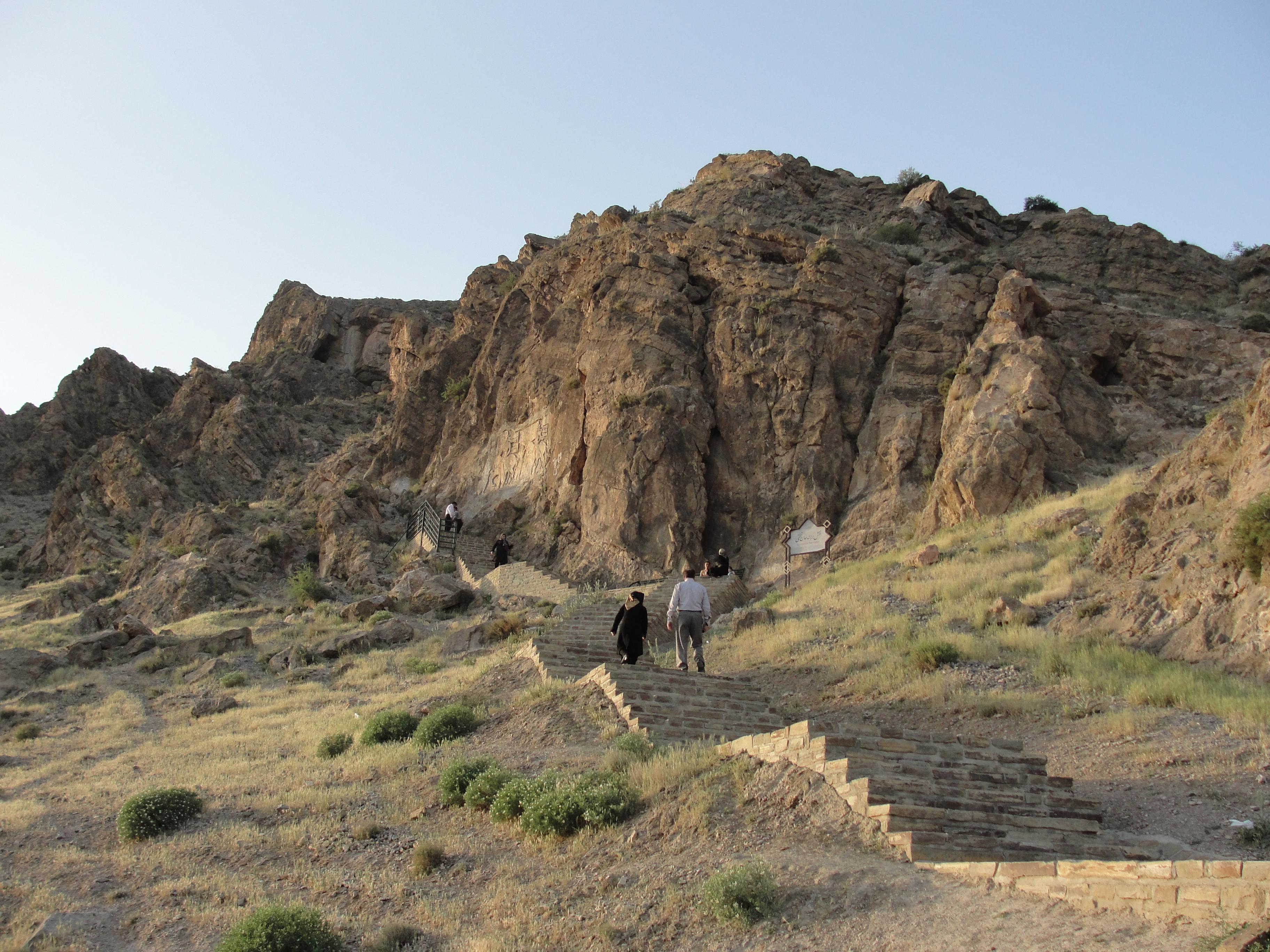
کتیبه خان تختی

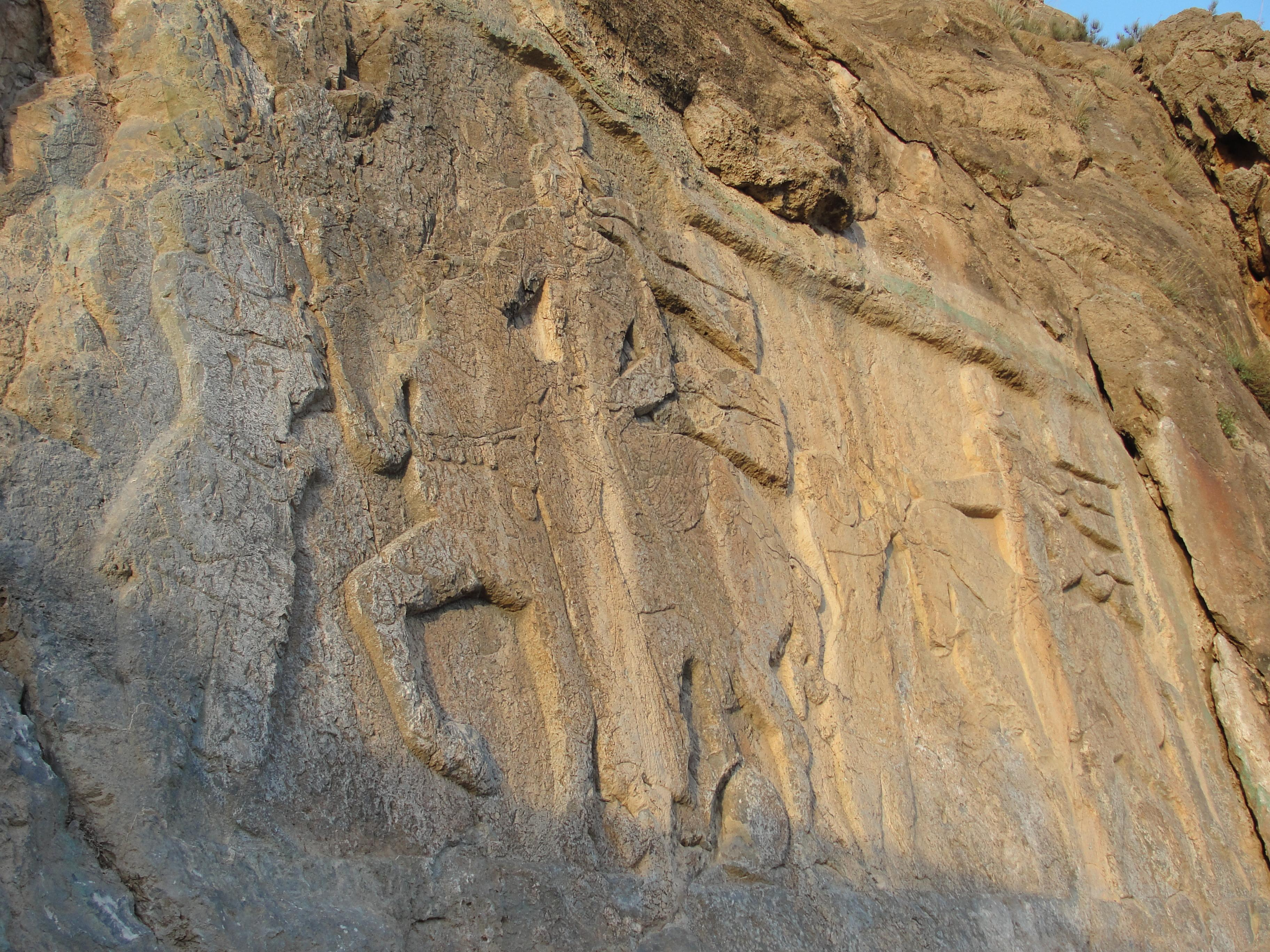
کتیبه خان تختی؛ نجیب‌زاده ارمنی در حال هدیه دادن به اردشیر پاپکان، اردشیر سوار بر اسب

کتیبه سنگی خان تختی سلماس یکی از کتیبه‌های مهم تاریخی کشور مربوط به دوره ساسانیان است که در ۱۵ کیلومتری محور سلماس ارومیه بر روی کوه پرچاوش، حجاری شده است. این اثر تاریخی در سال ۱۳۴۷ به شماره ۱۶۱ به عنوان یکی از آثار ارزشمند تاریخی آذربایجان غربی در فهرست آثار ملی کشور ثبت شده است و تنها یادگار دوره ساسانیان در شمال غرب ایران می‌باشد. این اثر مربوط به اوایل پادشاهی ساسانیان بوده و تاریخ ایجاد آن قرن سوم میلادی (سال ۲۳۸ میلادی) می‌باشد. سنگ‌نگاره خان‌تختی یادگار یکی از پیروزی‌های ایرانیان بر رومیان است و در آن اردشیر بابکان و ولیعهدش شاپور یکم تصویر شده است که در بازگشت از فتح ارمنستان و پیروزی بر سپاهیان روم، دو تن از حکمرانان ارمنی محلی، هدایایی به ایشان تقدیم می‌کنند.
- آبشار خورخور

آبشار خورخور در فاصله ۲۲ کیلومتری جنوب سلماس و داخل دره‌ای زیبا واقع شده است.
- دره تمر

دره تمر از مناطق خوش آب و هوای سلماس بوده و تفرجگاه اصلی مردم و مسافران سلماس محسوب می‌شود که در جاده هشتیان که به چمن زارهای دامنه کوه پیر چاوش و زولا ختم می‌شود.
- باغات سیب شهرستان

باغات سیب شهرستان همه ساله در فصل بهار تا پاییز جلوه زیبایی به شهر می‌دهند و ریه‌های تنفسی شهرستان می‌باشند که بیشتر مردم کشور، سلماس را علاوه بر شطرنجی بودن با باغات سیبش می‌شناسند.
- آب گرم ایستی‌سو

روستای ایستی‌سو با طبیعت زیبا و آب‌وهوای مطلوب در حومه سلماس واقع شده است، در کنار دیدنیهای طبیعی این روستا، وجود چشمه آبگرم طبیعی با خواص درمانی بر محبوبیت آن افزوده است.
- قلعه چهریق
- پارک ملت، پارک چمران و شهربازی سلماس که پذیرای مهمانان و بازدید کنندگان است.
- ساحل تفریحی و گردشی دریاچه ارومیه
- امامزاده کهنه شهر
- امامزاده برگشاد
- سد کهنه شهر و سد زولا
- آبشار تمر
- قلعه قارنی‌یاریق واقع در روستای آجواج
- دره زولا چای
- تالاب چیچک
- تالاب آق زیارت
- سنگ نگاره خان‌تختی
- تپه مغانجوق[۴۲]
- زنجیرقلعه تمر
- قلعه روستای هدر در نزدیکی روستای بزرگ سیلاب

## رفت و آمد

### پایانه مسافربری سلماس
پایانه مسافربری سلماس روزانه به شهرهای خوی - تبریز- تهران ارومیه سرویس مستقیم دارد.
سلماس با وجود گردشگری بودن، فاقد فرودگاه و ناوگان حمل ونقل مناسب است.

### ایستگاه راه‌آهن سلماس
یکی از نواحی چهارده‌گانهٔ راه‌آهن ایران است. مسیر راه‌آهن ایران - اروپا و ایستگاه راه‌آهن سلماس در منطقه ویژه اقتصادی سلماس سکوی پیشرفت و مکانی امن برای سرمایه‌گذاران است؛ که در جاده سلماس به خوی واقع شده است.